# Krasnostreletski
Krasnostreletski (del ruso: Краснострелецкий) es un jútor del raión de Leningrádskaya del krai de Krasnodar, en Rusia. Está situado en el curso superior del río Miguta, 17 km al sureste de Leningrádskaya y 131 km al nordeste de Krasnodar, la capital del krai. Tenía 170 habitantes en 2010.
Pertenece al municipio Leningrádskoye.